# Henry Cabot Lodge, Jr.
Henry Cabot Lodge Jr. (Nahant, 5 de julho de 1902 – Beverly, 27 de fevereiro de 1985)  foi um senador, embaixador e político candidato a Vice-Presidente dos Estados Unidos.

## Biografia
Nascido numa família tradicional de políticos de Massachusetts (era irmão de John Davis Lodge) e formado pela Universidade de Harvard, foi eleito para o Senado dos Estados Unidos em 1936, aos 34 anos, onde permaneceu durante oito anos, até renunciar ao mandato em 1944 para servir nas forças armadas durante a Segunda Guerra Mundial, o primeiro senador do país a fazer isso desde a Guerra Civil Americana.
Durante a guerra, serviu com distinção na Itália e na França atingindo a patente de tenente-coronel, sendo condecorado ao fim do conflito com a Legião de Honra pelo governo francês.
De volta aos Estados Unidos, Lodge reassumiu sua carreira política e serviu como representante permanente nas Nações Unidas durante o governo do presidente Dwight Eisenhower, de quem havia sido um dos coordenadores da campanha presidencial em 1951. No posto por oito anos como representante do país na organização, tornou-se um dos maiores especialistas em relações exteriores da história do país.  Em 1960, ele deixou a diplomacia para se candidatar a vice-presidente, na chapa do candidato presidencial Richard Nixon e com a perda da eleição para John Kennedy, passou os dois anos seguintes como diretor de um instituto não-governamental de promoção de relações econômicas e políticas entre os aliados da OTAN.

## Embaixador no Vietnã do Sul
Apesar da longa carreira na ONU, onde foi um dos principais personagens da diplomacia da Guerra Fria, Henry Cabot Lodge teve seu momento crucial na história da política externa americana depois de nomeado embaixador no Vietnã do Sul pelo presidente Kennedy, em 1963.
Lodge rapidamente tomou conhecimento da situação reinante no país e informou ao governo americano das suas convicções de que Ngo Dinh Diem, então presidente do Vietnã do Sul, liderava um governo incompetente e corrupto e que o país se encaminhava para uma tragédia, caso o presidente não mudasse suas políticas ou fosse substituído. Durante o tempo em que serviu, silenciosamente ele foi o ponta-de-lança de um golpe de estado contra o governo a ser desfechado pelos militares, ao mesmo tempo em que oferecia asilo nos Estados Unidos a Diem e seu irmão, chefe da polícia secreta e a mais visada figura do governo, que não chegaram a dispor da oferta, sendo assassinados pelos militares em novembro de 1963.
No restante da década de 1960 Cabot Lodge esteve envolvido em campanhas políticas no Senado e até conseguiu uma vitória estadual em primárias para a presidência pelo Partido Republicano, enquanto ainda estava no Vietnã, numa campanha feita sem sua participação pessoal. Teve um segundo turno de serviço no Vietnã em 1965 designado por Lyndon Johnson, e foi embaixador na Alemanha, na Santa Sé e chefe da delegação norte-americana nos Acordos de Paz de Paris, em 1969.
Cabot Lodge morreu aos 82 anos, em 27 de fevereiro de 1985, e foi enterrado na cidade de Cambridge, em seu estado natal.